# Akinari Kawazura
Akinari Kawazura (河面 旺成 Kawazura Akinari?), född 3 maj 1994 i Kyoto prefektur, är en japansk fotbollsspelare.
Kawazura började sin karriär 2017 i Omiya Ardija.